# Emilia Galotti (film 1913)
Emilia Galotti è un film muto del 1913 diretto e interpretato da Friedrich Fehér.

## Produzione
Il film fu prodotto dalla Deutsche Mutoskop und Biograph (DMB) e venne girato nei Muto-Atelier di Lankwitz, a Berlino.

## Distribuzione
Nel Regno Unito, il film fu distribuito nel 1913 e, in Germania, fu presentato in prima il 5 aprile 1913.